# Sme rodina
Sme rodina (dříve Strana občanov Slovenska, zkratka SOS) je slovenské nacionalistické a pravicově populistické politické hnutí působící od roku 2011. Současným předsedou hnutí je od listopadu 2015 Boris Kollár.

## Historie
Hnutí vzniklo v roce 2011 jako Strana občanov Slovenska. V listopadu 2015, krátce před datem odevzdání kandidátek do parlamentních voleb v roce 2016, stranu převzal podnikatel Boris Kollár a přejmenoval ji potom, co se mu nepodařilo převzít stranu Náš kraj (dnes Pirátska strana – Slovensko). Na prvním místě kandidátky byl sám Kollár, dále se na kandidátce objevili mj. Milan Krajniak, kritik skupiny Penta, Martina Šimkovičová, bývalá moderátorka TV Markíza, Peter Marček, bývalý předseda Strany občanov Slovenska, či Petra Krištúfková, jedna z partnerek Borise Kollára. V parlamentních volbách 2016 hnutí získalo 6,62 % hlasů a 11 mandátů v Národní radě.
V parlamentních volbách v roce 2020 hnutí získalo 8,24 % hlasů a 17 mandátů v Národní radě a stalo se součástí vlády Igora Matoviče, která nahradila kabinet Petera Pellegriniho.
V parlamentních volbách v roce 2023 hnutí získalo pouze 2,21 % hlasů a skončilo mimo parlament.
V prezidentských volbách v roce 2024 strana podporovala zvoleného prezidenta Petera Pellegriniho.

## Volební výsledky

### Parlamentní volby
| Volby | Počet hlasů | Hlasy v % | Změna  | Mandátů | Změna | Postavení                     |
| ----- | ----------- | --------- | ------ | ------- | ----- | ----------------------------- |
| 2016  | 172 860     | 6,62      | –      | 14      | –     | Opozice                       |
| 2020  | 237 531     | 8,24      | ▲ 1,62 | 17      | ▲ 3   | Koalice (OĽaNO, SaS, ZA ĽUDÍ) |
| 2020  | 237 531     | 8,24      | ▲ 1,62 | 17      | ▲ 3   | Opozice                       |
| 2023  | 65 673      | 2,21      | ▼ 6,03 | 0       | ▼ 17  | Mimo parlament                |

### Evropské volby
| Volby | Počet hlasů | Hlasy v % | Změna | Mandátů | Postavení      |
| ----- | ----------- | --------- | ----- | ------- | -------------- |
| 2019  | 32 840      | 3,23      | –     | 0       | Mimo parlament |